# Linia kolejowa 49 Dombóvár – Lepsény
Linia kolejowa Dombóvár – Lepsény – linia kolejowa na Węgrzech. Jest to linia jednotorowa, w całości nie  zelektryfikowana, która jest obecnie wyłączona z ruchu. Łączy Dombóvár z Lepsény.